# The Gifts
The Gifts ist ein Dokumentar-Kurzfilm von Robert Gene McBride aus dem Jahr 1970.

## Inhalt und Hintergrund
Der 29-minütige Dokumentar-Kurzfilm handelt von der Gewässerverschmutzung in den USA und den damit verbundenen Gefahren für Menschen und Umwelt. Als Erzähler wirkte der weltweit in der Rolle des Ben Cartwright in der Fernsehserie Bonanza bekannt gewordene Lorne Greene mit. 
Der Film wurde von Robert Gene McBride und Robert Richter mit ihrer Filmproduktionsgesellschaft Richter-McBride Productions für die damals neu am 2. Dezember 1970 gegründete US-Umweltschutzbehörde EPA (Environmental Protection Agency) erstellt. Robert Richter ist ein seit 1968 unabhängiger Produzent und Regisseur von mehr als 30 eigenen Dokumentarfilmen für Film und Fernsehen, der thematisch mit seinen Produktionen vielfältige Bereiche von Umwelt und Regenwald, Politik und Biographien bis hin zu Porträts einzelner Länder abdeckt. Die Musik stammte von dem Dirigenten und Pianisten Skitch Henderson.

## Auszeichnungen
Robert Gene McBride wurde für den Film bei der Oscarverleihung 1971 für den Oscar für den besten Dokumentar-Kurzfilm nominiert.
Variety, ein wöchentlich erscheinendes Branchenblatt der Unterhaltungsindustrie, bezeichnete den Film „als den schönsten Film über Hässlichkeit, der jemals gemacht wurde.“ (‚The most beautiful film on ugliness ever made.‘).